# Лопатинское сельское поселение (Мордовия)
Лопатинское се́льское поселе́ние — упразднённое муниципальное образование в Торбеевском районе Мордовии Российской Федерации.
Административный центр — село Лопатино.

## История
Статус и границы сельского поселения установлены Законом Республики Мордовия от 28 декабря 2004 года № 127-З  «Об установлении границ муниципальных образований Торбеевского муниципального района, Торбеевского муниципального района и наделении их статусом сельского поселения, городского поселения и муниципального района».
Законом от 17 мая 2018 года N 51-З, Лопатинское сельское поселение и сельсовет были упразднены, а входившие в их состав населённые пункты были включены в состав Сургодьского сельского поселения и сельсовета с административным центром в селе Сургодь.

## Население
| 2002 | 2010 | 2012 | 2013 | 2014 | 2015 | 2016 |
| ---- | ---- | ---- | ---- | ---- | ---- | ---- |
| 593  | ↘498 | ↘484 | ↘467 | ↘449 | ↘427 | ↘418 |
| 2017 | 2018 |      |      |      |      |      |
| ↘403 | ↘398 |      |      |      |      |      |

## Состав сельского поселения
| № | Населённый пункт | Тип населённого пункта | Население |
| - | ---------------- | ---------------------- | --------- |
| 1 | Аксёновка        | деревня                | ↘92       |
| 2 | Гальчевка        | деревня                | ↘87       |
| 3 | Зарубята         | деревня                | ↘34       |
| 4 | Лопатино         | село                   | ↘245      |
| 5 | Шмидовка         | деревня                | ↘40       |